# Amtsgericht Schwarme
Das Amtsgericht Schwarme war ein Gericht der ordentlichen Gerichtsbarkeit in Schwarme.
Nach der Revolution von 1848 wurde im Königreich Hannover die Rechtsprechung von der Verwaltung getrennt und die Patrimonialgerichtsbarkeit abgeschafft.
Das Amtsgericht wurde daraufhin mit der Verordnung vom 7. August 1852 die Bildung der Amtsgerichte und unteren Verwaltungsbehörden betreffend als königlich hannoversches Amtsgericht gegründet.
Es umfasste das Amt Schwarme.
Das Amtsgericht war dem Obergericht Nienburg untergeordnet. Es wurde 1859 aufgehoben und sein Gerichtsbezirk dem des Amtsgerichts Bruchhausen und anderen zugeordnet.